# Чуруково
Чу́руково (болг. Чуруково) — село в Смолянській області Болгарії. Входить до складу общини Девин.

## Населення
За даними перепису населення 2011 року у селі проживали 48 осіб, з них 45 осіб (95,7%) — болгари.
Розподіл населення за віком у 2011 році:
Динаміка населення: